# Апиака (язык)
Апиака (Apiacá, Apiaká, Apiake) — почти исчезнувший индейский язык, который относится к группе тупи-гуарани языковой семьи тупи, на котором говорит народ апиака, проживающий на севере штата Мату-Гросу (верх реки Таражос, вблизи к слиянию с Сан-Маноэль, около границы штатов Мату-Гросу и Пара) в Бразилии. В настоящее время население говорит на португальском языке.